# Saint-Aubin (Indre)
Saint-Aubin is een gemeente in het Franse departement Indre (regio Centre-Val de Loire) en telt 169 inwoners (2005). De plaats maakt deel uit van het arrondissement Issoudun.

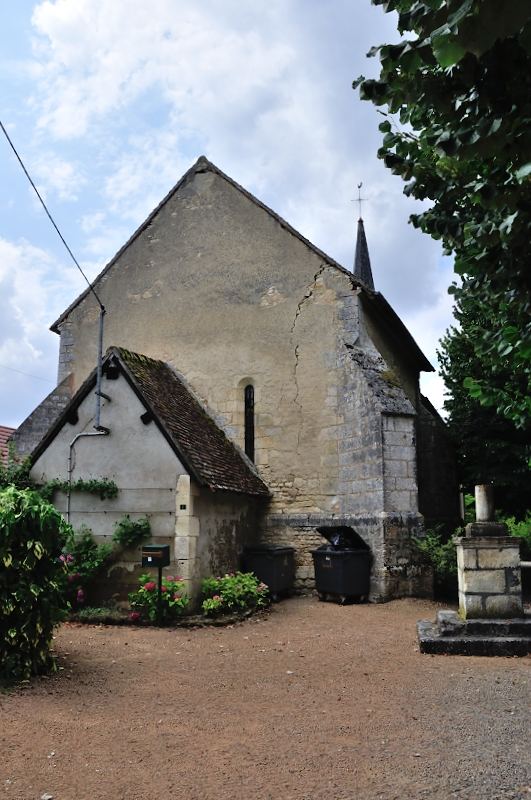
Kerk van Saint-Aubin

## Geografie
De oppervlakte van Saint-Aubin bedraagt 31,0 km², de bevolkingsdichtheid is 5,5 inwoners per km².
De onderstaande kaart toont de ligging van Saint-Aubin (Indre) met de belangrijkste infrastructuur en aangrenzende gemeenten.

## Demografie
Onderstaande figuur toont het verloop van het inwonertal (bron: INSEE-tellingen).